# نوا هگه
نوا هگه (انگلیسی: Noah Hegge؛ زادهٔ ۱۵ مارس ۱۹۹۹) قایقران کایاک اهل آلمان است.
وی در مسابقات کشوری و بین‌المللی در مجموع برندهٔ ۴ مدال طلا، ۱ مدال نقره، ۴ مدال برنز شده است.